# Tratschweiberbrunnen

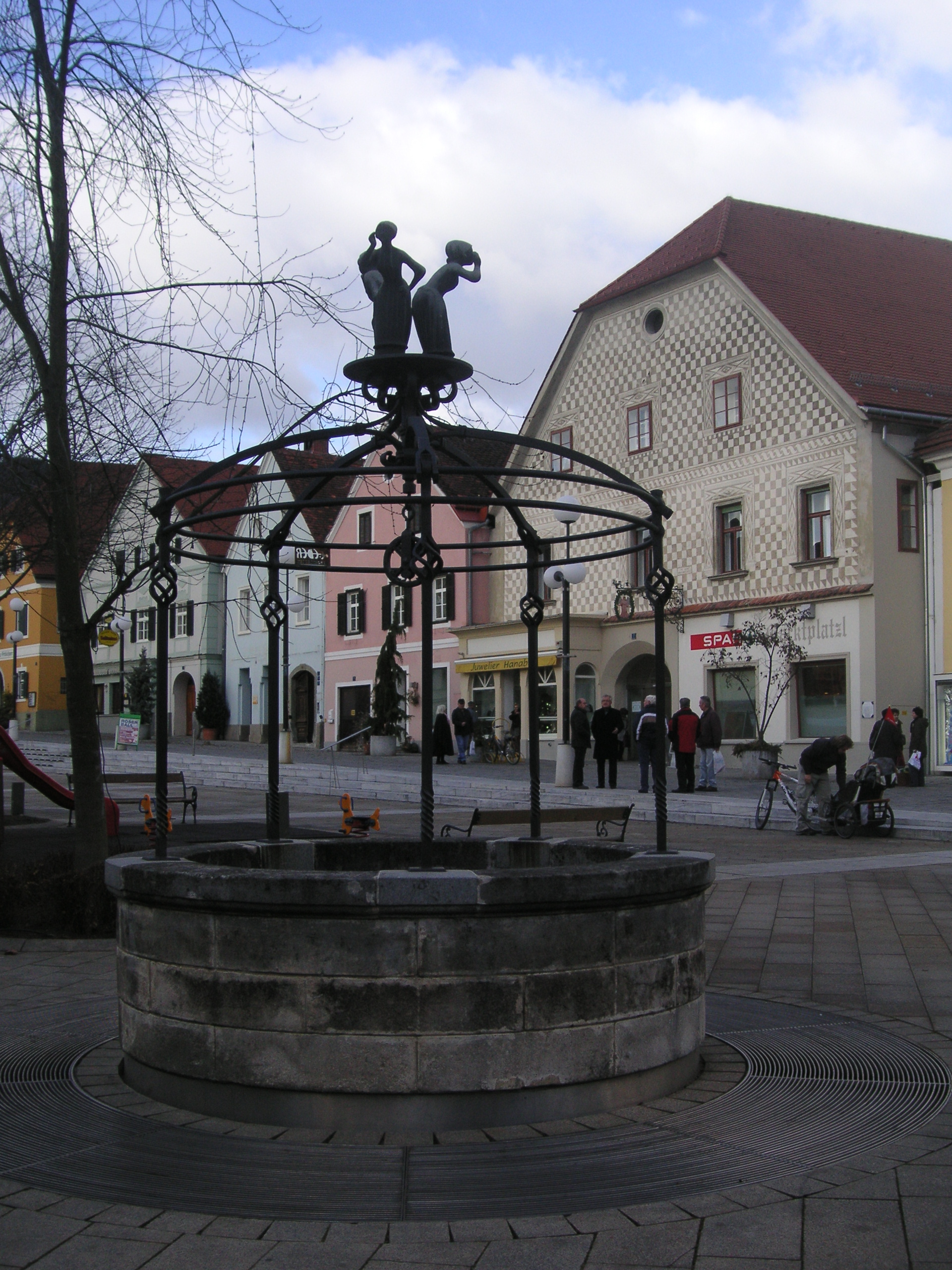
Tratschweiberbrunnen

Der Tratschweiberbrunnen ist ein denkmalgeschützter Brunnen am Hauptplatz der steirischen Stadtgemeinde Frohnleiten (vor Hausnummer 22). Er wurde vom Frohnleitener Künstler Edwin Eder (1927–2013) geplant und 1974 von Hans Baier ausgeführt. Das Motiv soll auf eine Sage zurückgehen, gemäß der die dort ihre Wäsche waschenden Frauen (Wäscheweiber) aufgrund ihres Getratsches versteinert werden.